# Busby
Busby – jednostka osadnicza w Stanach Zjednoczonych, w stanie Montana, w hrabstwie Big Horn.